# Myolepta femorata
Myolepta femorata är en tvåvingeart som först beskrevs av Giovanni Antonio Scopoli 1763.  Myolepta femorata ingår i släktet parkblomflugor, och familjen blomflugor.
Artens utbredningsområde är Slovenien. Inga underarter finns listade i Catalogue of Life.